# Moskau SH
Moskau ist ein Ortsteil der Gemeinde Ramsen im östlichen Teil des Schweizer Kantons Schaffhausen. Moskau umfasst fünfzehn Häuser.

## Geographie
Der Weiler liegt an der Grenze zu Deutschland an einer Hauptstrasse. Die deutsche L 191 führt von Kirchen-Hausen durch den Hegau und an Singen vorbei zur Zollstelle Ramsen. Die Strasse führt als Hauptstrasse 332 weiter durch Moskau zum Rheinübergang bei Hemishofen. Benachbart liegt der Ortsteil Petersburg. Der nördlichste Teil des heutigen Ortsteiles Moskau trug früher den Namen Warschau. Diese drei Ortsnamen gemahnen an drei Hauptstädte im Russischen Kaiserreich: St. Petersburg war die Hauptstadt Russlands, Warschau die Hauptstadt von Russisch-Polen und Moskau die Krönungsstadt der Zaren.

## Geschichte

### Die Namen
Nach einer Überlieferung sollen russische Truppen im Jahr 1799, während des Zweiten Koalitionskriegs, das Dorf besetzt und hier ihr Lager aufgeschlagen haben. Angeblich sollen dort noch Jahrzehnte später von den Russen stammende Hufeisen gefunden worden sein. Damals kämpften die verbündeten Russen, Österreicher und Briten gegen Napoleons Frankreich.
Historisch gesichert ist, dass der älteste der Örtlichkeitsnamen, Petersburg, auf Stabhalter (Vizegemeindepräsident) Peter Neidhart zurückgeht, der 1822 ausserhalb Ramsens ein Haus baute, das anschliessend von der Bevölkerung scherzhaft nach ihm benannt wurde. Als Bauer Clemens Gnädinger um das Jahr 1852 in der Nähe einen Bauernhof baute, taufte er sein Gehöft Moskau – in scherzhafter Anlehnung an die benachbarte Petersburg. Beide Namen gingen später auf die beiden sich allmählich bildenden Quartiere über. Weitere Einzelhäuser erhielten in der Folge ebenfalls russisch inspirierte Namen: Auf älteren Karten des Siegfriedatlasses hiessen zwei Häuser direkt an der Landesgrenze Warschau (sie wurden im 20. Jahrhundert abgebrochen); noch heute gibt es ein Haus zur Krim, und bis 1934 hiess ebenda ein Gasthof Restaurant zur Moskau.

### Restaurant zur Moskau

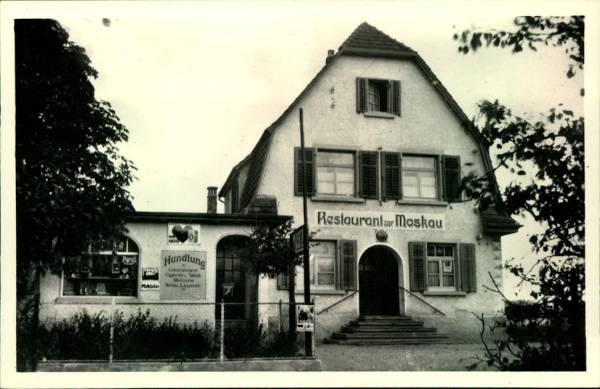
Restaurant zur Moskau

Das Restaurant zur Moskau gab durch seinen merkwürdigen Namen und die Lage unmittelbar an der Landesgrenze Anlass zu mancherlei Spekulationen. So wurde während der 1930er-Jahre ungefragt kommunistische Propaganda zugeschickt, da einige Genossen dort Gesinnungsfreunde vermuteten. Im Deutschen Reich war man ebenfalls dieser Ansicht und befürchtete, im Moskau werde ein bolschewistischer Angriff auf Deutschland geplant.
Tatsächlich ging es jedoch lediglich um Schmugglerei. Der Wirt des Gasthofs zur Moskau hatte dem 24-jährigen Schmuggler Hermann Weber, einem arbeitslosen, aus der Tschechoslowakei stammenden Kaufmann, einen Verschlag für seine Waren und zur Übernachtung zur Verfügung gestellt. Am 27. August 1933 wurde Hermann Weber mit einem Begleiter von deutschen Zöllnern angehalten. Auf beiden Seiten fielen Schüsse, Weber konnte fliehen, der Begleiter und die mitgeführte Schmuggelware blieben zurück: ungefähr 50 Pfund Zucker sowie 150 Pfund antifaschistische Druckschriften der Kommunistischen Partei. Stundenlang suchten daraufhin Zöllner, Polizisten, SA- und SS-Leute aus der nahen Stadt Singen das Grenzgebiet ab, doch Weber lag bereits im Schweizer Unterschlupf. Vier Männer der Sturmabteilung überquerten die Grenze, brachen in den Verschlag im Moskau ein, verprügelten Weber und schleppten ihn zurück ins Deutsche Reich, wo er eingesperrt wurde. Nach Protest des Gesandten des Bundesrates in Berlin gegen die Grenzverletzung und der Drohung, nicht am Nürnberger Reichsparteitag teilzunehmen, wurde der Schmuggler Hermann Weber bei Konstanz an die Schweizer Behörden überstellt. Aufgrund der Sicherheitsgefahr für das Land wurde der Schmuggler Weber darauf nach Frankreich abgeschoben. 1934 hielten es die Wirtsleute Anna und Ernst Züllig schliesslich für angebracht, ihrem Restaurant den unverfänglicheren Namen Hegau zu geben.

## Wirtschaft und Verkehr

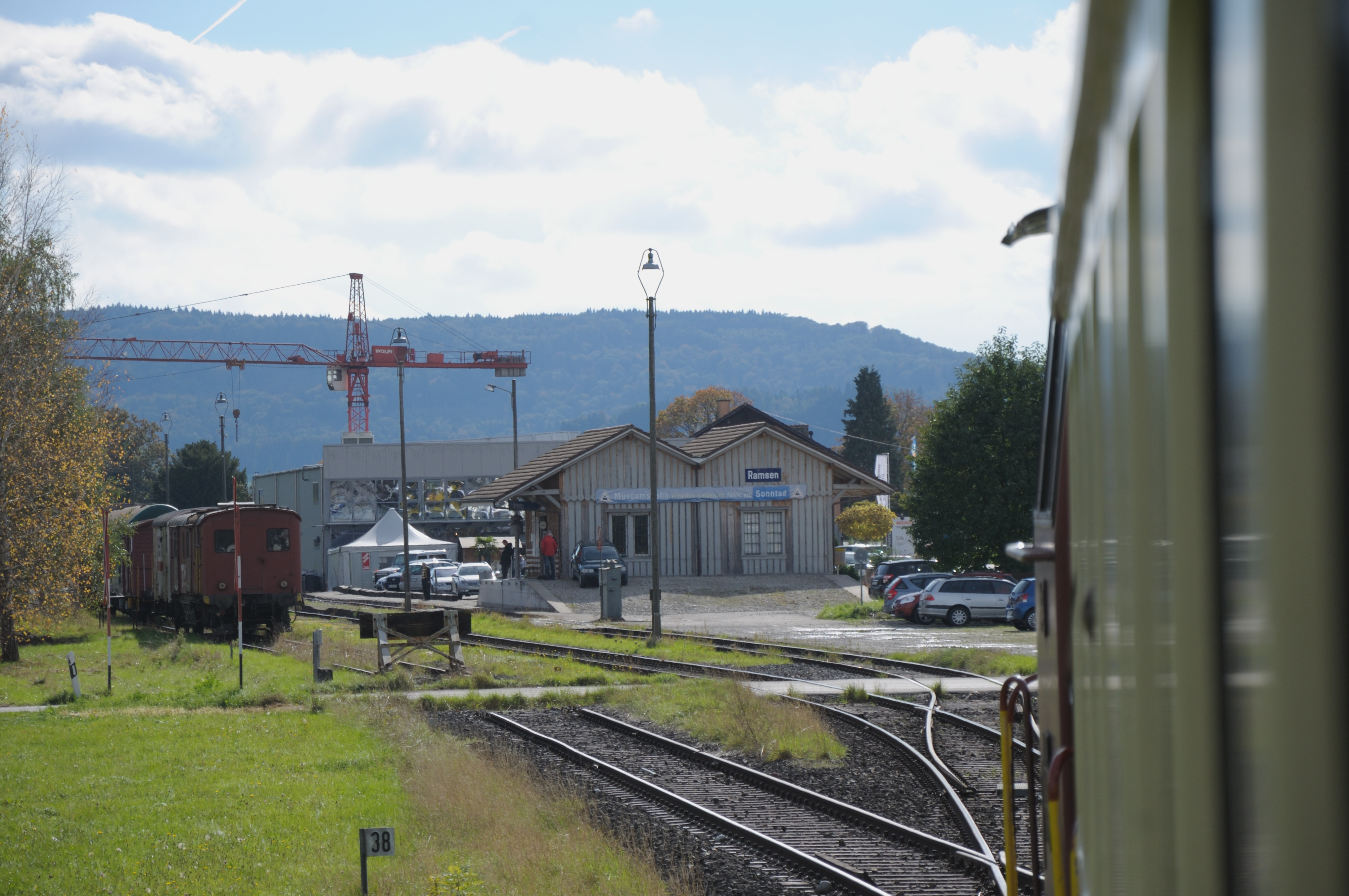
Bahnhof Ramsen

Heute ist Moskau vor allem durch seine Lage an der Grenze geprägt. Zapfsäulen und Tankstellenshops dominieren das Bild. Mehrere Speditionsfirmen haben ihre Verzollungsbüros in Moskau.

Der Bahnhof Ramsen liegt im Bereich Moskau/Petersburg. Im Jahr 2004 wurde der Betrieb auf der Bahnlinie durch die SBB stillgelegt. Die Linie 25 von SchaffhausenBus endet an der Haltestelle «Ramsen, Petersburg» im Bahnhofsbereich. Die Stiftung SEHR & RS hat von den SBB 2006 die gesamte Infrastruktur der Bahnlinie Etzwilen – Rielasingen mit Ausnahme der Rheinbrücke bei Hemishofen käuflich übernommen. Auf der Strecke verkehren Museumsbahn-Züge und Schienenvelos/Draisinen.